# 布鲁斯·克林根
布鲁斯·克林根，（英語：Bruce W. Clingan），退役美国海军上将，之前曾任任美国欧洲海军司令、美国非洲海军司令、那不勒斯盟軍聯合部隊司令部司令，於2014年秋退役，之前曾任美國海軍作戰部的作戰副部長。